# St. Anna (Tettelham)

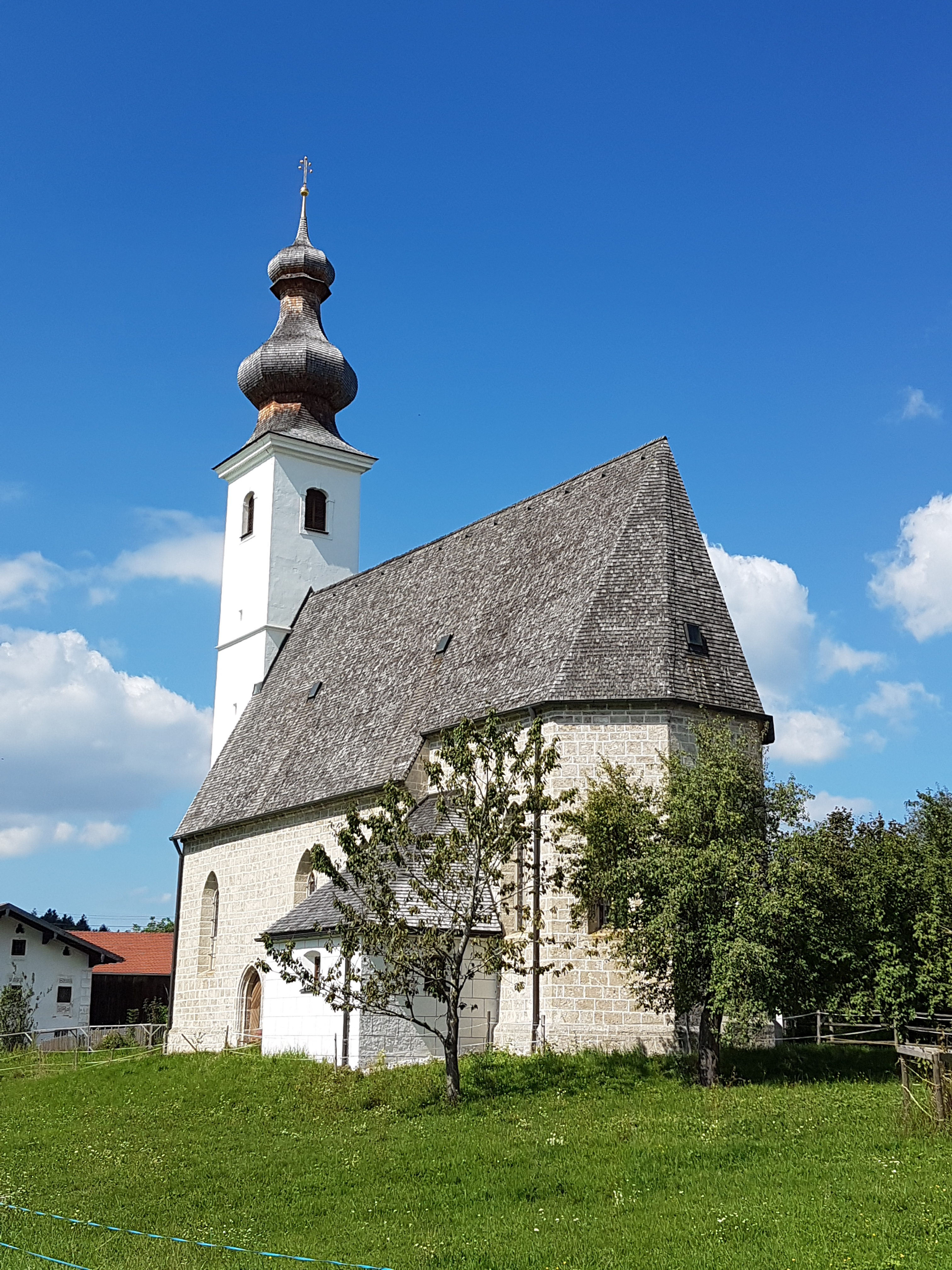
St. Anna in Tettelham

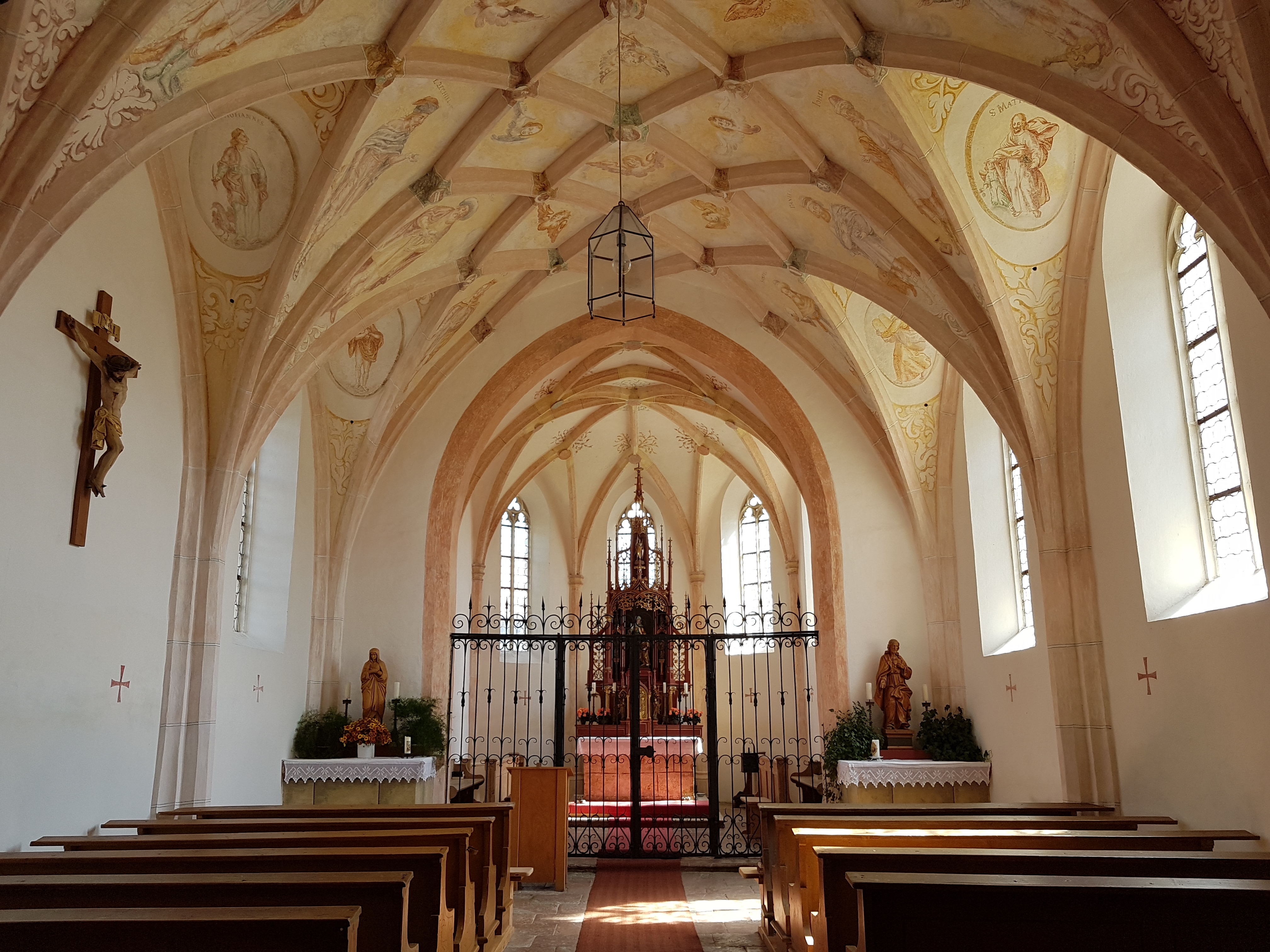
Innenraum

Die römisch-katholische Filialkirche St. Anna steht in Tettelham, einem Gemeindeteil des Marktes Waging am See im oberbayerischen Landkreis Traunstein. Sie ist in der Liste der Baudenkmäler in Waging am See als Baudenkmal unter der Nr. D-1-89-162-84 eingetragen. Die Kirche gehört zum Dekanat Traunstein im Erzbistum München und Freising.

## Beschreibung
Die gotische Saalkirche wurde um 1500 aus Quadermauerwerk erbaut. Sie besteht aus dem Langhaus zu vier Jochen, dem eingezogenen Chor mit Fünfachtelschluss im Osten und der Sakristei an der Südwand des Chors. Der Kirchturm im Westen wurde im 17. Jahrhundert mit einem Geschoss aufgestockt, das den Glockenstuhl mit zwei Glocken enthält, und mit einer Welschen Haube bedeckt.